# Pavel Tonkov
Pavel Sergejevitj Tonkov, (ryska: Павел Сергеевич Тонков), född 9 februari 1969 i Izjevsk, är en rysk tidigare professionell tävlingscyklist.
Tonkovs främsta merit är totalsegern i Giro d'Italia 1996. Han slutade tvåa i Giro d'Italia 1997 och 1998. Tonkov vann Schweiz runt 1995 och han vann Romandiet runt 1997. 2000 slutade han på en tredje plats i Vuelta a España.
Pavel Tonkov gjorde sin professionella debut under 1992 med det italienska stallet Lampre. Han avslutade sin karriär 2005.
Sedan han avslutat sin karriär har han startat ett hotell i Córdoba, Spanien, där han också bor.

## Meriter
- 1987
  - Världsmästerskapens linjelopp för juniorer

- 1989
  - Duo Normand (med Romes Gainetdinov)
  - Slovakien runt

- 1992
  - Settimana Ciclistica Lombarda
  - 7:a, Giro d'Italia

- 1993
  - Etapp 4, Schweiz runt
  - 5:a, Schweiz runt
  - 5:a, Giro d'Italia
  - 8:a, Romandiet runt

- 1994
  - Etapp 1, Grand Prix du Midi Libre
  - 2:a, Grand Prix du Midi Libre
  - 8:a, Romandiet runt
  - 5:a, Giro d'Italia

- 1995
  - Etapp 8, Schweiz runt
  - Schweiz runt
  - 6:a, Giro d'Italia
  - 8:a, Romandiet runt

- 1996
  - Etapp 1, Romandiet runt
  - Settimana Ciclistica Lombarda
  - Etapp 13, Giro d'Italia
  -  Giro d'Italia

- 1997
  - Etapp 4, Romandiet runt
  - Romandiet runt
  - Etapp 3, 5 och 21, Giro d'Italia
  - Giro dell'Appennino
  - Etapp 13 och 15, Vuelta a España
  - :2:a, Giro d'Italia
  - :5:a, du Katalonien runt

- 1998
  - Etapp 2 och 7, Settimana Ciclistica Lombarda
  - Settimana Ciclistica Lombarda
  - Etapp 18, Giro d'Italia
  - Giro dell'Appennino
  - 2:a, Giro d'Italia
  - 9:a, Romandiet runt

- 1999
  - Luk Cup
  - 4:a, Vuelta a España
  - 10:a, Schweiz runt

- 2000
  - 3:a, Vuelta a España
  - 5:a, Giro d'Italia
  - 10:a, Katalonien runt

- 2001
  - 2:a, Critérium du Dauphiné Libéré
  - 3:a, Classique des Alpes

- 2002
  - Etapp 17, Giro d'Italia
  - 5:a, Giro d'Italia
  - 6:a, Schweiz runt

- 2004
  - Etapp 17, Giro d'Italia

- 2005
  - Etapp 1, Clásica de Alcobendas
  - Clásica de Alcobendas

## Stall
- Russ-Baikal 1992
- Lampre 1993–1995
- Ceramiche Panaria-Vinavil 1996
- Mapei 1997-2000
- Mercury-Viatel 2001
- Lampre-Daikin 2002
- CCC-Polsat 2003
- Vini Caldirola-Nobili Rubinetterie 2004
- Team LPR 2005